# محمد باقري
اللواء محمد حسين أفشردي المعروف بمحمد باقري (بالفارسية: محمد باقرى) (1960 - 13 يونيو 2025)، قائد عسكري إيراني، من أبرز العسكريين الذين شاركوا في الحرب العراقية الإيرانية، وتولَّى إدارة إحدى مؤسسات التصنيع الحيوية التابعة للحرس الثوري الإيراني. عمل نائبًا لرئيس هيئة الأركان العامَّة للقوَّات المسلَّحة الإيرانية.
في يوم الثلاثاء 28 يونيو (حَزيران) 2016 عيَّنه المرشد الأعلى للجمهورية علي خامنئي رئيسًا لهيئة الأركان العامَّة للقوات المسلَّحة الإيرانية خلفًا للواء حسين فيروز آبادي الذي شغل هذا المنصب منذ 1989. وهو أخو حسن باقري الذي كان نائبًا لقائد القوَّة البرِّية لحرس الثورة الإسلامية. عُرف محمد باقري مع ثلاثة عسكريين هم محمد علي جعفري، وعلي فدوي، وغلام علي رشيد، باسم الشبكة القيادية لحرس الثورة الإسلامية.
اغتِيل في 13 يونيو 2025 بالعاصمة طِهْران في غارة إسرائيلية نُفذت ضمن سلسلة من الضربات الجوِّية على مناطقَ مختلفة في إيران.

## مسيرته
محمد باقري حاصل على درجة الدكتوراه في الجغرافيا السياسية، ويُعتبر خبير في الاستخبارات العسكرية وذو خبرة تعود إلى الحرب الإيرانية العراقية، حاصل على دكتوراه في الجغرافيا السياسية ويُقال إنه درّس في جامعة الدفاع الوطني العليا في إيران.
في عام 1980، انضم إلى الحرس الثوري الإيراني.
كان محمد باقري عضواً في مجموعة عرّفها معهد المشروع الأمريكي (AEI) باسم شبكة قيادة الحرس الثوري والتي تضم قادة آخرين مثل محمد علي جعفري، علي فدوي، وغلام علي رشيد. ووفقاً للمعهد، فإن هذه المجموعة «تهيمن على المستويات العليا للجيش الإيراني وتسيطر على التخطيط، والعمليات، والاستخبارات، والعمليات السرية وغير النظامية، والأمن الداخلي». وقد تمت ترقيته من منصبه السابق كنائب لرئيس الأركان لشؤون الاستخبارات والعمليات في هيئة الأركان العامة في 28 يونيو 2016، خلفاً لحسن فيروز آبادي.

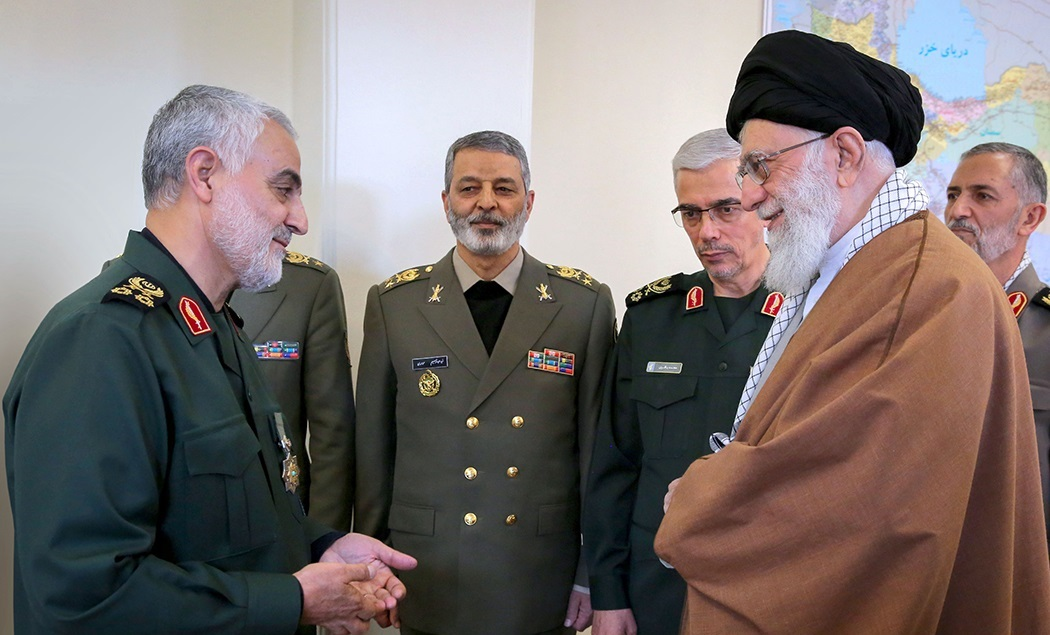
باقري مع قاسم سليماني وآية الله علي خامنئي في 11 مارس 2019

في أكتوبر 2017، زار القوات الإيرانية في محافظة حلب شمال سوريا.
في فبراير 2022، ووفقاً لوكالة رويترز، أعلن باقري أن إيران ستواصل تطوير برنامجها الصاروخي الباليستي «من حيث الكمية والنوعية».
في 21 أكتوبر 2022، ذكر بيان صحفي للبيت الأبيض أن قوات إيرانية كانت في القرم تساعد روسيا في تنفيذ هجمات الطائرات المسيّرة.
وكان باقري القائد المشرف على فروع الجيش الإيراني التي زوّدت روسيا بالطائرات المسيّرة.
في 3 ديسمبر 2023، لمح باقري خلال اجتماعات في بغداد إلى احتمال تدخل إيران بشكل مباشر في التوترات المتصاعدة مع الولايات المتحدة، دعماً للجهود الرامية إلى طرد القوات الأمريكية من المنطقة.
في 17 أبريل 2025، أجرى باقري محادثات في طهران مع وزير الدفاع السعودي خالد بن سلمان آل سعود، في أعلى مستوى من المحادثات بين البلدين منذ عقود.

## حياته الشخصية
ولد محمد باقري في طهران عام 1960 لعائلة ذات توجهات دينية وسياسية.
شقيقه الأكبر حسن باقري كان قائدًا في حرب الخليج الأولى. بعد إتمام دراسته المدرسية والجامعية، واصل باقري دراسته وحصل على درجة الدكتوراه في الجغرافيا السياسية والجيوسياسية من جامعة تربية مدرس. وكان عضوًا في هيئة التدريس بجامعة الدفاع الوطني. وإلى جانب مسؤولياته الإدارية، درّس محمد باقري في جامعة الدفاع الوطني وجامعة تربية مدرس.

### تغيير الاسم
وعن سبب تغيير لقبه من أفشاردي إلى باقري، قال: "ذهبتُ إلى الأهواز في الشهر الأول من الحرب، وظهرتُ في جبهة خوزستان؛ فذكّرني أخي بتغيير اسمي إلى حسن باقري في الجبهة لتجنب التعرف عليّ. حاولتُ استخدام اسمي الحقيقي، لكن التشابه في ملامحنا كان كبيرًا لدرجة أن الجميع أدرك أننا أخوة؛ ولذلك غيّرتُ اسمي أيضًا وأصبح محمد باقري، وحفاظًا على هذا الاسم فينا احترامًا لأخي".

## العقوبات
في 8 أبريل 2019، صنّفت الولايات المتحدة الحرس الثوري الإيراني كمنظمة إرهابية أجنبية. وسارع رئيس الوزراء بنيامين نتنياهو في إسرائيل إلى شكر الرئيس دونالد ترامب على تويتر. وقال محمد باقري: «نعتبر القوات الأمريكية في غرب آسيا إرهابيين، وإذا تجرأوا على فعل أي شيء، فسوف نتصدى لهم بقوة.»
وقد فُرضت عليه عقوبات من قبل حكومة المملكة المتحدة في عام 2022 بسبب علاقته بالحرب الروسية الأوكرانية.
وفي أكتوبر 2022، فرض الاتحاد الأوروبي عقوبات على باقري بسبب تورطه في تزويد روسيا بطائرات مسيّرة استُخدمت في الهجمات على أوكرانيا. شملت هذه العقوبات تجميد الأصول وحظر السفر. وسخر باقري علنًا من هذه العقوبات قائلًا: «لدي اقتراح إنساني للاتحاد الأوروبي. أسمح لهم بمصادرة جميع ممتلكات وأصول اللواء محمد باقري من جميع الحسابات البنكية في العالم واستخدامها لشراء الفحم لمواطني أوروبا. فشتاء صعب قادم.»
وقد ذكر قرار مجلس الاتحاد الأوروبي أن باقري لعب دورًا رئيسيًا في تعزيز التعاون الدفاعي مع روسيا، بما في ذلك المساهمة في تطوير طائرات "مهاجر-6" المسيّرة وتسهيل تسليمها لاستخدامها من قبل القوات الروسية في الحرب ضد أوكرانيا. وجاء في التقرير: «كما شارك في تطوير طائرات مهاجر-6 وتزويد روسيا بها لاستخدامها في الحرب العدوانية ضد أوكرانيا. لذلك، فإن اللواء محمد حسين باقري مسؤول عن دعم الأعمال التي تقوّض أو تهدد سلامة أراضي أوكرانيا وسيادتها واستقلالها.»

## اغتياله
في 13 يونيو 2025، أعلن التلفزيون الإيراني الرسمي بأن باقري قُتل في الضربات الإسرائيلية على إيران.